# Ruellia stenophylla
Ruellia stenophylla är en akantusväxtart som beskrevs av C. B. Cl.. Ruellia stenophylla ingår i släktet Ruellia och familjen akantusväxter. Inga underarter finns listade i Catalogue of Life.